# Bronisław Sztejn
Bronisław Sztejn (ur. 5 lutego 1901 w Lubawie, zm. 18 lutego 1971 w Gorzowie Wielkopolskim) – żołnierz Wojska Polskiego w II Rzeczypospolitej i Polskich Sił Zbrojnych, kawaler Orderu Virtuti Militari.

## Życiorys
Urodził się 5 lutego 1901 w Lubawie, w ówczesnym powiecie lubawskim rejencji kwidzyńskiej, w rodzinie Jana i Anny z Pawleckich. W 1914 ukończył czteroklasową szkołę miejską w Lubawie.
8 marca 1920 jako ochotnik wstąpił do Wojska Polskiego i otrzymał przydział do 63 pułku piechoty. 15 maja przeniesiony został do 164 pułku piechoty, a od 15 września walczył na froncie przeciwbolszewickim w składzie 1. kompanii 26 pułku piechoty. Wyróżnił się w czasie zagonu na Kowel. 12 września zainicjował śmiały atak, który przyczynił się do zdobycia Skoran pod Kowlem.
Po wojnie zdemobilizowany, a w 1922 ponownie powołany do wojska z przydziałem do 29 pułku artylerii polowej w Grodnie. Po ukończeniu szkoły podoficerskiej kontynuował służbę w 29 pap jako podoficer zawodowy. W marcu 1934, w stopniu ogniomistrza, pełnił obowiązki szefa 7. baterii.
We wrześniu 1939 walczył w ramach Samodzielnej Grupy Operacyjnej „Polesie”.
Po klęsce wrześniowej osadzony w obozie jenieckim. Po ucieczce z obozu walczył we francuskim ruchu oporu, a następnie wstąpił do Polskich Sił Zbrojnych.
W 1946 powrócił do kraju, a w 1947 przeniesiony został do rezerwy w stopniu porucznika. W 1948 zmienił nazwisko na Pawlecki.
Pracował w PSS „Społem“. Zmarł w Gorzowie Wielkopolskim, pochowany na tamtejszym cmentarzu.
Był żonaty z Leonardą, z którą miał córki: Halinę (ur. 29 listopada 1927), Ludwikę (ur. 25 sierpnia 1931) i Zofię.

## Ordery i odznaczenia
- Krzyż Srebrny Orderu Virtuti Militari nr 1498[8] – 28 lutego 1921[9][10][11]
- Medal Pamiątkowy za Wojnę 1918–1921[12]
- Medal Dziesięciolecia Odzyskanej Niepodległości[12]